# Vittorio Maria Baldassare Gaetano Costa d'Arignano
Vittorio Maria Baldassare Gaetano Costa d'Arignano (Turim, 10 de março de 1737 – 16 de maio de 1796) foi um cardeal sardo da Igreja Católica, que serviu como arcebispo de Turim.

## Biografia inicial
Era o segundo filho de Carlo Maria Costa, conde de Arignano, general do exército da Sardenha e governador de Cuneo, e Paola Blanciardi. Estudou na Universidade de Turim, onde obteve um doutorado em direito utroque iure, em direito civil e canônico, em 10 de julho de 1757, sendo agregado ao Collegio dei dottori di filosofia em 22 de dezembro de 1757.
Recebeu a ordenação presbiteral em 1 de março de 1760 do cardeal Carlo Vittorio Amedeo Ignazio delle Lanze. Foi nomeado esmoleiro real em 2 de março de 1764 e vigário-geral do cardeal delle Lanze em 10 de fevereiro de 1769. Alguns meses depois, foi nomeado para a Diocese de Vercelli pelo rei Carlos Emanuel III da Sardenha em 19 de julho de 1769 e em 11 de setembro, foi confirmado pelo Papa Clemente XIV.

## Episcopado
Recebeu a ordenação episcopal em 21 de setembro de 1769, na Igreja dos beneditinos em Campo Marzio, em Roma, pelo cardeal Carlo Vittorio Amedeo Ignazio delle Lanze, assistido por Francesco Saverio de Zelada, auditor da Rota Romana, e por Orazio Mattei, prefeito do Palácio Apostólico. Manteve na diocese uma posição equidistante entre os jansenistas e os jesuítas. Sua linha, compartilhada pela maioria dos bispos piemonteses, refletia a abordagem tomista, probabilista e moderadamente jurisdicional da Universidade de Turim.
Foi nomeado para a Arquidiocese de Turim pelo rei Vítor Amadeu III da Sardenha em 9 de setembro de 1778, sendo confirmado pelo Papa em 28 de setembro do mesmo ano, recebendo o pálio nesse mesmo dia. Foi nomeado grão-esmoleiro da Sardenha e conselheiro do monarca. Os desastres naturais ocorridos nos anos de 1778 e 1781-1782 ofereceram-lhe a oportunidade de denunciar as injustiças sociais que atingiam, sobretudo em tempos de fome, as classes mais pobres. Ele exortou todos os pregadores a defenderem os pobres, que foram assediados pela autoridade dos poderosos e pelas injustiças dos fortes. A atenção aos problemas sociais também se refletiu na reforma religiosa: nas visitas pastorais e nos estatutos sinodais, ele redimensionou as despesas do culto e destinou fundos para ajuda humanitária e mútua. Ele apoiou a redução das festas extradomenicali de preceito que em 1786 foram reduzidas de trinta e quatro para quatorze. Nesse mesmo ano, publicou em Turim o Compendio della dottrina cristiana, derivado em grande parte do catecismo do bispo teatino Michele Casati de Mondovì; o catecismo foi difundido em outras dioceses do Piemonte e alcançou mais de 52 edições em mais de um século.
De 19 a 21 de agosto de 1788, celebrou um sínodo diocesano. Ele não excluiu da lista dos padres sinodais nenhum dos representantes das diferentes correntes teológicas e pastorais, mas conduziu os trabalhos com grande firmeza, não deixando margem de manobra aos apoiantes do bispo de Pistoia, Scipione de Ricci, que tinha celebrado um sínodo diocesano em 1786 para preparar o terreno para um concílio nacional e uma reforma da Igreja toscana nos moldes jansenistas. O sínodo de Turine aceitou, com extrema moderação, alguns exemplos válidos do movimento reformista toscano, como o cristocentrismo, o sentido comunitário da Igreja, o enxugamento de devoções particulares e exterioridade no culto, o chamado a uma crítica histórica mais severa e o primado da caridade. O Sínodo de Turim foi calorosamente acolhido pela Santa Sé; o Papa Pio VI enviou-lhe uma carta manuscrita na qual agradeceu a intensidade dos decretos sinodais, declarando que já havia lido e apreciado a oração introdutória e que via neste sínodo um modelo, oposto a Pistoia, a ser proposto a todas as dioceses.

## Cardinalato
Foi criado cardeal-presbítero pelo Papa Pio VI no consistório de 30 de março de 1789. Um mensageiro papal trouxe a notícia de sua promoção para Turim. O papa enviou-lhe o barrete vermelho com um breve apostólico datado de 3 de abril de 1789 com Monsenhor Massimiliano Massimi, camareiro supranumerário de Sua Santidade, mas ele nunca foi a Roma para receber o chapéu vermelho e o respectivo título.
Os anos seguintes apresentaram as repercussões da Revolução Francesa na classe média e nos intelectuais, enquanto a fome severa afligia o povo. Para ajudar os pobres, o cardeal vendia ouro e diamantes que recebera como presentes reais. Os acontecimentos na França influenciaram a Universidade de Turim, na qual houve tumultos em 1791. Poucos dias depois dos tumultos, o rei pediu ao cardeal Costa que aceitasse o cargo de chefe "interino" da universidade para implementar reformas; o cardeal ocupou o posto de 18 de junho de 1791 até dezembro de 1794. Mesmo doente, o cardeal administrou a situação a contento de todos e em 1792, tendo que fechar a universidade por causa da guerra, a fim de facilitar o estudo privado dos jovens, patrocinou a publicação de todos os tratados geralmente "ditados", e assim houve uma série de publicações valiosas que se tornaram conhecidas e honraram a Universidade de Turim. Em uma carta pastoral de junho de 1792, preocupado com o destino da Casa de Saboia, tentou uma análise das causas sociais que levaram à rebelião do povo. O cardeal mostrou uma certa dureza aos eclesiásticos franceses que fizeram o juramento constitucional quando pediram asilo em sua arquidiocese, exigindo uma retratação solene do cisma que haviam criado e dos erros que haviam ensinado e protegido com "caneta, voz e ação".
Durante os dramáticos acontecimentos dos anos 1794-1796, o cardeal Costa, membro do Conselho Real, como grão-esmoleiro, envolveu-se cada vez mais em pesadas responsabilidades políticas. Na reunião do conselho real em que foi decidido o armistício de Cherasco, assinado por Napoleão Bonaparte em 28 de abril de 1796 e ratificado pelo Diretório de Paris em 15 de maio seguinte, a intervenção do cardeal em favor do "partido da paz" foi decisiva. O rei Vítor Amadeu III, que admirava a ousadia e a perspicácia do cardeal Costa, decidiu nomeá-lo primeiro-ministro no lugar de Joseph-Francois-Jerome Perret, conde de Hauteville, de quem os franceses haviam pedido a demissão por ser um Savoyard.
O édito real de nomeação para o alto cargo do cardeal foi escrito antes de 10 de maio: nas primeiras horas daquele dia, após uma reunião do Conselho de Estado que durou toda a noite, o cardeal Costa foi tomado por um grave ataque cardíaco que levou à sua morte, em 16 de maio de 1796. Foi velado e sepultado na Catedral de Turim.